# Ezaw

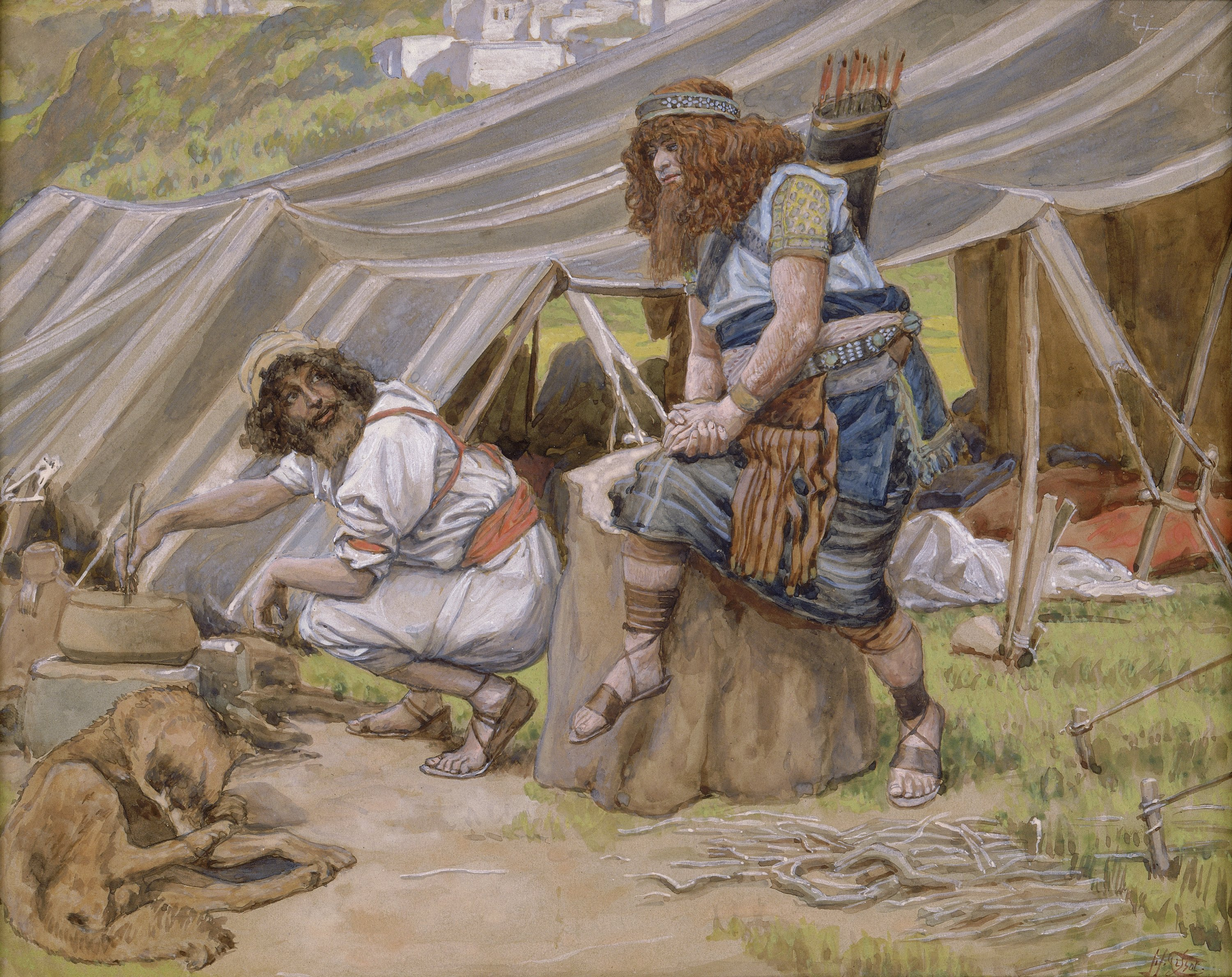
Ezaw sprzedał pierworództwo bratu za miskę soczewicy

Ezaw (hebr. ‏עֵשָׂו‎, owłosiony/włochaty), Edom – postać biblijna (Księga Rodzaju), syn Izaaka i Rebeki, starszy brat bliźniak Jakuba.
Był ulubionym synem Izaaka, natomiast matka Rebeka bardziej kochała Jakuba. Ezaw sprzedał swoje pierworództwo swemu bratu za miskę soczewicy. Jako młodszy syn Jakub podstępem uzyskał od ojca błogosławieństwo przeznaczone dla pierworodnego. Ezaw chciał go zabić w zemście, czym zmusił go do ucieczki. W wieku 40 lat Ezaw sam sobie wybrał żony. Został poligamistą i w przeciwieństwie do swego ojca Izaaka, poślubił dwie Hetytki. Po pewnym czasie jednak bracia spotkali się i przebaczyli sobie.
Z potomków Ezawa wywiodło się plemię Edomitów.
Biblizmy: oddać coś za miskę soczewicy – oddać coś niezwykle cennego za bezcen.